# Odontophorus capueira
Odontophorus capueira е вид птица от семейство Odontophoridae.

## Разпространение
Видът е разпространен в Аржентина, Бразилия и Парагвай.